# Russula fragilis
 (avril 2015).
Si vous disposez d'ouvrages ou d'articles de référence ou si vous connaissez des sites web de qualité traitant du thème abordé ici, merci de compléter l'article en donnant les références utiles à sa vérifiabilité et en les liant à la section « Notes et références ».
Espèce
La russule fragile (Russula fragilis) est une espèce de champignons basidiomycètes de la famille des Russulaceae. Il s'agit d'un champignon de petite taille, fragile, au long pied cassant de couleur variable, que l'on trouve dans les forêts mixtes et les bois en Europe, en Asie et en Amérique du Nord.

## Taxonomie
Russula fragilis a été décrit pour la première fois sous le nom d'Agaricus fragilis par le mycologue Christiaan Hendrik Persoon en 1801, puis placé dans le genre Russula par Elias Magnus Fries en 1838.

## Description
Le chapeau de 2 à 6 cm de diamètre est très variable en couleur et peut être pourpre foncé avec un centre sombre, presque noir ou avoir différentes nuances de vert olive, de violet ou de rose, ou même de jaune pâle. La couleur a tendance à disparaître rapidement et le chapeau peut devenir très pâle. Au début, il est de forme convexe, mais plus tard, il s'aplatit, se creusant en son centre. La peau peut partir aux trois quarts, et les spécimens les plus âgés ont souvent un bord plissé.
Le pied fragile, blanc est long par rapport à la taille du chapeau et a une forme de massue.
Les lamelles sont blanches et donnant une impression de spores de la même couleur. Elles ont des entailles ou encoches sur leurs bords libres, qui peuvent être vues avec une loupe, ce qui donne une très bonne idée de diagnostic de l'espèce. La chair est blanche et le goût très fort avec une odeur fruitée.
Russula betularum est souvent trouvé avec les bouleaux et, bien que généralement plus pâle peut être confondue avec des spécimens de Russula fragilis ; Russula gracillima est semblable en apparence et pousse dans les mêmes endroits. Toutefois, aucune de ces deux espèces n'a des entailles sur les bords libres de ses lamelles.

## Distribution et habitat
Russula fragilis apparaît à la fin de l'été et à l'automne, généralement en groupes de plus en plus petits. Il est très répandu dans les zones tempérées du nord de l'Europe, d'Asie et d'Amérique du Nord. Il est probablement mycorrhizal avec certaines variétés d'arbres, comme le bouleau et le chêne.

## Comestibilité
Ce champignon n'est pas comestible à cause de son goût très fort. Beaucoup d'espèces de russules à goût fort donnent des problèmes de nature gastro-intestinale lorsqu'ils sont consommés, de type diarrhée et vomissements.